# San Bartolo, Guatemala
San Bartolo är en kommunhuvudort i Guatemala.   Den ligger i departementet Departamento de Totonicapán, i den västra delen av landet, 110 km väster om huvudstaden Guatemala City. San Bartolo ligger 2 116 meter över havet och antalet invånare är 1 290.
Terrängen runt San Bartolo är lite bergig. Runt San Bartolo är det tätbefolkat, med 493 invånare per kvadratkilometer. Närmaste större samhälle är Momostenango, 6,8 km sydost om San Bartolo. I omgivningarna runt San Bartolo växer i huvudsak blandskog.